# Миргородський Петро Леонтійович
Петро Леонтійович Миргородський (липень 1905, залізнична станція Кролевець, тепер Сумської області — ?) — український радянський діяч, 1-й заступник і виконувач обов'язків голови Львівського облвиконкому (1952), 1-й заступник міністра освіти Української РСР.

## Біографія
Народився в родині залізничника на станції Кролевець. Дитинство провів на роз'їзді Войновка Маловисківської волості (тепер Кіровоградщина). У 1918 році закінчив Маловисківську земську двокласну школу.
Освіта вища. У 1927 році закінчив Чернігівський інститут народної освіти.
З 1927 року працював вчителем.
Член ВКП(б) з 1930 року.
Був завідувачем Городнянського районного відділу освіти Чернігівської області, викладачем та заступником директора Запорізького інженерно-будівельного інституту.
У 1939—1941 роках — завідувач Запорізького обласного відділу народної освіти.
Під час німецько-радянської війни з серпня 1941 по 1943 рік служив у Червоній армії військовим комісаром та заступником начальника із політичної частини 314-ї ділянки військово-будівельних робіт 93-го УВПС 25-го УОС Закавказького фронту. Зазнав важкого поранення і лікувався у військових госпіталях.
У 1943 (офіційно 31 травня 1944) — листопаді 1944 року — заступник голови виконавчого комітету Запорізької обласної ради депутатів трудящих.
У листопаді (офіційно 25 грудня) 1944 — 1948 року — заступник голови виконавчого комітету Львівської обласної ради депутатів трудящих.
У 1948 — серпні 1955 року — 1-й заступник голови виконавчого комітету Львівської обласної ради депутатів трудящих. У березні — серпні 1952 року — виконувач обов'язків голови виконавчого комітету Львівської обласної ради депутатів трудящих.
У серпні 1955 — після 1966 року — 1-й заступник міністра освіти Української РСР.
Потім — заступник директора із заочної роботи факультету заочного та вечірнього навчання Київського державного педагогічного інституту іноземних мов.

## Звання
- капітан

## Нагороди
- орден Трудового Червоного Прапора (6.08.1960)
- орден «Знак Пошани» (23.01.1948)
- орден Вітчизняної війни ІІ ст. (6.04.1985)
- медаль «За бойові заслуги» (9.02.1943)
- медаль «За доблесну працю у Великій Вітчизняній війні 1941—1945 рр.»
- медалі
- Почесна грамота Президії Верховної Ради Української РСР (9.07.1965)